# شبر ونص (فلم)
شبر ونص فيلم مصري من إنتاج عام 2004. وتاريخ عرضه يوافق عيد الأضحى 1424 هـ.

## قصة الفيلم
شاكر وهبة يرشح نفسه في انتخابات إحدى المناطق الشعبية في حارة العترة، ويحاول أن يقدم رشوة للأهالي، من خلال الاعتناء بأحد المدارس الآيلة للسقوط، تعترض الصحفية نوسة على سلوك شاكر، وتعيش ابنته أمانى منفصلة عن زوجها . تقرر مجموعة من الأطفال ومعهم الصحفية نوسة كشف أعمال شاكر لأهالي الدايرة، ويقترح أحد مساعدى شاكر احضار الأطفال المشاغبين من المدرسة ووضعهم في مدرسة لغات خاصة بالغة الرقى من أجل أن يكسب أصوات الدايرة . يبدأ الأطفال في التغير، بعد أن يسببوا العديد من المتاعب . تعترض مديرة المدرسة على المستوى الاجتماعى المتدنى للتلاميذ الجدد . يسبب الأطفال المزيد من المتاعب أثناء زيارة أحد المفتشين . يتغير سلوكهم، يسقط شاكر في الانتخابات .

## بطولة
- حسن حسني
- سبايسي بيبي
- شمس
- ميرال
- سعيد طرابيك
- عبد الله مشرف
- حسين المملوك
- سيد مصطفى
- انتصار
- علاء زينهم
- ناجي سعد
- عبير مكاوي
- سيد الرومي
- زيزي مصطفى

## وصلات خارجية
- مقالات تستعمل روابط فنية بلا صلة مع ويكي بيانات